# Typhlops trinitatus
Typhlops trinitatus là một loài rắn trong họ Typhlopidae. Loài này được Richmond mô tả khoa học đầu tiên năm 1965.